# Огива Люксембургская
Огива Люксембургская (995 — 21 февраля 1030) — представительница династии Вигерихидов и графиня Фландрии.

## Биография
Огива была дочерью Фридриха Люксембургского и его жены Ирментруды из Веттерау. Она вероятно родилась в 995 году и являлась одним из старших детей.
Огива вышла замуж за графа Фландрии Бодуэна IV, который стремился укрепить свою связь с королевским домом, женившись на племяннице германской королевы Кунигунды. У Огивы был сын Бодуэн V, рождённый в 1012 году.
Она умерла в 1030 году и была похоронена в аббатстве Святого Петра в Генте.